# La Coma (Tona)
La Coma és una masia de Tona (Osona) inclosa a l'Inventari del Patrimoni Arquitectònic de Catalunya.

## Descripció
Edifici d'un sol cos, cobert a dues vessant. Aquestes donen a les façanes laterals. Segons la classificació de Danés i Torras es tracta d'una masia clàssica (grup II, tipus 2), molt comuna a la comarca d'Osona. Destaca la porta principal d'arc semicircular, adovellada, amb dos grans carreus com a imposta i carreus escairats, però més petits, als brancals. A la clau de l'arc hi ha una dovella amb una inscripció, gravada a la pedra, on hi figura la data 1590 i el nom de susdita casa, Coma. De la resta d'obertures destaca la finestra de la sala, al primer pis, amb una llinda de pedra, carreus ben tallats als brancals i un replanell o ampit a la finestra motllurada.

## Història
El segle xvi significà un represa econòmica, després de l'estancament i la crisi del segle anterior. Una de les primeres activitats constructives fou l'inici de les finques de l'Aranyó i la Coma, situades a la part nord del terme.